# Ivanov
Ivanov (russisk: Иванов) er en russisk spillefilm fra 2010 af Vadim Dubrovitskij.

## Medvirkende
- Anna Dubrovskaja som Anna Petrovna Ivanova
- Vladimir Ilin som Mikhail Mihajlovitj Borkin
- Jurij Kalinnikov
- Eduard Martsevitj som Matvej Semenovitj Sjabelskij
- Aleksej Serebrjakov som Nikolaj Alekseevitj Ivanov